# Concepts du monde spirituel chinois
 (août 2024).
Si vous disposez d'ouvrages ou d'articles de référence ou si vous connaissez des sites web de qualité traitant du thème abordé ici, merci de compléter l'article en donnant les références utiles à sa vérifiabilité et en les liant à la section « Notes et références ».

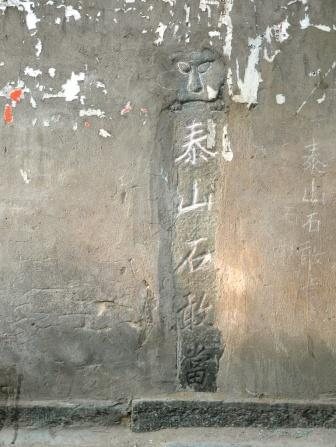
Une tablette de pierre du mont Tai.

Les concepts du monde spirituel chinois sont les pratiques ou méthodes culturelles que l'on retrouve dans la culture chinoise. Certaines s'inscrivent dans le cadre d'une religion particulière, d'autres non. En général, ces concepts ont été spécifiquement développés à partir des valeurs chinoises de piété filiale, de reconnaissance tacite de la coexistence des vivants et des défunts, et de croyance en la causalité et en la réincarnation, avec ou sans connotation religieuse.

## Pratiques et croyances
- Culte des ancêtres (拜祖) : Pratique visant à honorer les actes et le souvenir des défunts. Il s'agit d'une extension de la piété filiale issue des enseignements de Confucius et de Lao Tseu. Les anciens, les seniors, les familles élargies et en particulier les parents doivent être respectés, écoutés et soignés. Il y a un respect continu après leur mort. En plus des fêtes de Qingming et Chongyang, les descendants doivent rendre hommage aux ancêtres pendant le Zhongyuanjie, plus communément appelé la fête des fantômes  (mais celle-ci a lieu le jour de Dongzhi). En plus de fournir une pierre tombale ou un couvercle d'urne, les descendants sont traditionnellement censés installer un autel (神台) dans leur maison pour rendre quotidiennement hommage avec des bâtons d'encens et du thé. Les ancêtres, y compris les parents et les grands-parents, sont vénérés comme s'ils étaient encore en vie.
- Les Trois Royaumes (三曹) : Croyance selon laquelle le Ciel, les vivants et les défunts existent côte à côte ; le ciel est le lieu des saints ou du repos des âmes, et l'Enfer est le lieu de destination des criminels décédés. Le concept des Trois wun sept pak (en) (三魂七魄) explique l'existence d'une personne. Les Trois Royaumes sont l'endroit où une personne existe, et les sept états sont ce qui fait qu'une personne existe. Le peuple Pumi, par exemple, est adepte de ce concept[1].
- Jian (間) : Le monde vivant où les gens existent en réalité est appelé Yang Jian (陽間). Le monde souterrain où les esprits existent après la mort est appelé Yin Jian (陰間), bien qu'il ne s'agisse pas nécessairement d'un endroit négatif comme l'enfer.
- Fan Tai Sui (en) (犯太歲) : Nom donné au combat d'un individu face à des obstacles majeurs concernant la santé, le travail ou les études[2]. Les obstacles durent une seule année calendaire chinoise. Un exemple est lorsque Raymond Lo, maître Feng shui de Hong Kong, tente d'expliquer les événements de 2008 en relation avec les dirigeants de la République populaire de Chine Hu Jintao et Wen Jiabao. Dans l'astrologie animale, le Cheval entre en conflit avec le Rat, ce qui perturbe l'année[3]. Hu et Wen sont tous deux nés en 1942, l'année du Cheval, qui entre en conflit avec 2008, l'année du Rat. Ainsi, 2008 en Chine est l'une des années les plus turbulentes avec des troubles au Tibet, un séisme au Sichuan et bien d'autres événements[2]. Un autre exemple est celui d'Henry Tang, qui a souffert de Fan Tai shui en 2012, année où il a vécu une controverse sur un sous-sol illégal (en) ainsi que de nombreux autres événements qui lui ont fait perdre l'élection du chef de l'exécutif de Hong Kong de 2012[4].
- Zung saang gei (種生基) : Pratique consistant à placer un morceau de cheveux à un endroit particulier du Feng shui dans le but de prolonger la vie d'une personne. Un exemple connu est celui de l'actrice hongkongaise Tina Leung (en) qui a observé cette pratique en 1998 près du lac Xingdao (星島湖) à Beihai au Guangxi. La durée maximale qu'elle pouvait prolonger était de 12 ans. Elle est décédée exactement 12 ans plus tard en 2010[5],[6].

## Modes de communication

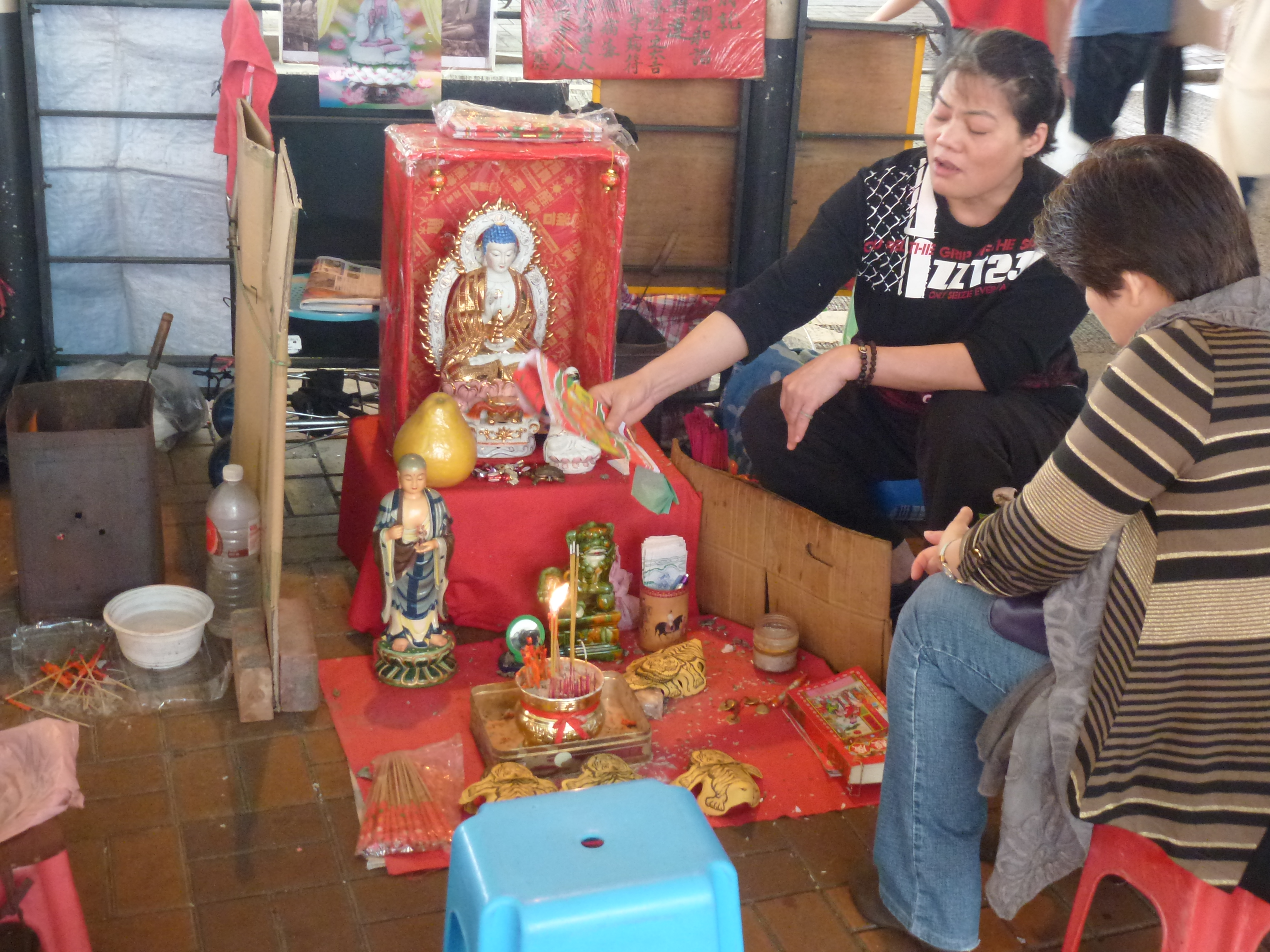
Autel où les clients payent pour donner un coup sur les méchants sous un pont de Hong Kong.

- Fuji (扶箕) : Pratique par laquelle une divinité ou un esprit est censé guider avec différents objets, qui sont souvent une planchette ou un tamis en rotin, l'écriture d'un texte révélé ou divinatoire dans du sable ou de la cendre d’encens (voir coscinomancie (en)). Cette tradition chinoise d'écriture automatique continue d'être pratiquée dans les temples taoïstes à Hong Kong, Taïwan, et en Chine.
- Mun mai (問覡) : Communication directe avec les esprits des morts, notamment avec des proches décédés. Le croyance générale est que les défunts s'élèvent du monde souterrain ou descendent du ciel pour communiquer. Une comparaison occidentale est probablement la nécromancie.
- Yum si lou (陰司路) : Idée d'influencer la voie spirituelle avec de la monnaie spirituelle (en) pour s'assurer que la personne décédée atteindra sa destination en toute sécurité. Dans la culture chinoise, la route vers le paradis, l'enfer ou la réincarnation peut ne pas être claire. En inondant le chemin de monnaie spirituelle, on espère que toutes les âmes malveillante sur le chemin seront trop occupées par l'argent et laisseront l'âme voyageuse tranquille. C'est une assurance pour les vivants.
- Coup sur les méchants (打小人) : Pratique d'exorcisme populaire dans la province du Guangdong et à Hong Kong dans laquelle l'on frappe une image de démon avec des objets tels qu'une chaussure ou des bâtons d'encens, souvent dans des endroits sombres, comme sous un pont[7].
- Tong ling (通靈) : Pratique consistant à creuser un tunnel ou un canal pour communiquer avec les esprits ou les divinités. Le tongji (en) (« devin de la jeunesse ») dans la région du Minnan en est le meilleur exemple.

## Figures
- Gui ren (貴人) : Quelqu'un qui peut vous aider, ou qui est destiné à vous aider.
- Xiao ren (小人) (Siu yen en cantonais) : Quelqu'un qui peut vous blesser ou qui est destiné à vous blesser. Des méthodes simples comme kau chim (en) peuvent généralement vous informer si une telle personne arrivera dans un avenir proche.

## Objets
- Épée en bois de pêcher (桃木劍) : L'arme ultime utilisée pour exorciser les démons dans le taoïsme[8]. Celles de la Montagne longue dans la province du Jiangxi sont particulièrement réputées comme de première qualité[8].
- Tablettes de pierre (en) (石敢當) : Placées aux portes principales, aux carrefours de petites avenues, aux carrefours à trois voies, aux berges des rivières ou aux étangs pour recueillir l'énergie positive et éloigner les mauvais esprits. Parfois, elles sont utilisées pour empêcher les accidents naturels tels que les catastrophes naturelles[8].
- Tablettes de pierre du mont Tai (泰山石敢當) : Les plus puissantes des tablettes de pierre sont fabriquées à partir de pierres provenant du mont Tai. Elles ont la même forme que la montagne, c'est-à-dire en 5 doigts[8]. Celles sur lesquelles est inscrit 泰山石敢當 correspondent au combat légendaire (en) entre la divinité de la guerre Chiyou et l'Empereur Jaune[8],[9]. La déesse Nuwa aurait laissé tomber la tablette avec l'inscription sur Chiyou et l'aurait effrayé. L'Empereur Jaune a depuis mis la même inscription partout pour effrayer Chiyou[8].
- Tablette ancestrale : Foyer spirituel dans la maison pour les esprits des ancêtres.

## Finance
- Zheng cai (Jing coi en cantonais) (正財) : Il s'agit de l'argent de base gagné en travaillant.
- Heng cai (Waang coi en cantonais) (橫財) : Type d'argent du destin que l'on gagne généralement en grosses sommes. Une vieille citation chinoise dit : « Si c'est à toi, c'est à toi. Si ce n'est pas à toi, ce ne sera jamais à toi[10]. »
- Po cai dang zai (Po coi dong zoi en cantonais) (破財擋災) : Processus consistant à perdre beaucoup d'argent pour éviter une catastrophe. Il est conseillé à certaines personnes de se préparer à perdre de l'argent au cours de certaines années astrologiques[11].